# Arapaimidae
Die Arapaimidae (Syn.: Arapaimatidae, Heterotidae) sind eine artenarme, nur zwei Gattungen umfassende Knochenfischfamilie aus der Ordnung der Knochenzünglerartigen (Osteoglossiformes). Der Afrikanische Knochenzüngler kommt im tropischen Afrika südlich der Sahelzone, vom Senegal bis zum Turkanasee vor. Arapaimas leben im nördlichen Südamerika in nährstoffreichen Flüssen des Amazonasbeckens.

## Merkmale
Der Afrikanische Knochenzüngler erreicht eine Körperlänge von einem Meter, Arapaimas sind mit einer Länge von über zwei Metern die längsten Süßwasserfische Südamerikas und gehören zu den längsten Süßwasserfischen der Welt. Der Körper beider Gattungen ist im Unterschied zum seitlich abgeflachten Rumpf der Knochenzüngler i.e.S. (Osteoglossidae) im Querschnitt mehr oder weniger rund. Sie besitzen im Unterschied zu diesen keine Barteln und mit 7 bis 11 Branchiostegalstrahlen auch weniger Branchiostegalstrahlen als die Knochenzüngler i. e. S.

## Lebensweise
Arapaimas sind Raubfische, die sich vor allem von anderen Fischen ernähren, der Afrikanische Knochenzüngler dagegen ernährt sich von Plankton und Detritus. Während die Knochenzüngler i. e. S. Maulbrüter sind, bauten Arapaimas zur Unterbringung des Laichs eine Grube im Gewässerboden, der Afrikanische Knochenzüngler ein Nest aus Pflanzenmaterial. Beide Gattungen bewachen ihre Brut.

## Äußere Systematik
Beide Gattungen wurden in der Vergangenheit in die Familie der Knochenzüngler (Osteoglossidae)  gestellt. Heute werden sie häufig in eine selbständige Familie, die Arapaimidae, gestellt (Fishbase, Catalog of Fishes). Knochenzüngler und Arapaimidae gehören zu den Echten Knochenfischen (Teleostei) und dort zur Ordnung der Knochenzünglerartigen (Osteoglossiformes). Der amerikanische Ichthyologe Joseph S. Nelson, Autor des Standardwerks zur Fischsystematik Fishes of the World, zählt die Arapaimidae weiterhin als Unterfamilie Heterotidinae zu einer weiter definierten Familie Osteoglossidae. Osteoglossidae i. e. S. und Arapaimidae sind Schwestergruppen. In der neuesten Revision der Knochenfischsystematik werden die Arapaimidae seit 2014 nicht mehr geführt; ihre beiden Gattungen werden hier wieder zu den Osteoglossidae gerechnet.

## Gattungen und Arten
- Arapaima
  - Arapaima agassizii (Valenciennes, 1847)[4]
  - Arapaima gigas (Schinz, 1822)
  - Arapaima leptosoma Stewart, 2013
  - Arapaima mapae (Valenciennes, 1847)
- Heterotis
  - Afrikanischer Knochenzüngler (Heterotis niloticus) (Cuvier, 1829)